# Prosaptia geluensis
Prosaptia geluensis är en stensöteväxtart som först beskrevs av Eduard Rosenstock, och fick sitt nu gällande namn av Barbara S. Parris. Prosaptia geluensis ingår i släktet Prosaptia och familjen Polypodiaceae. Inga underarter finns listade.